# Gonatium geniculosum
Gonatium geniculosum är en spindelart som beskrevs av Simon 1918. Gonatium geniculosum ingår i släktet Gonatium och familjen täckvävarspindlar.
Artens utbredningsområde är Frankrike. Inga underarter finns listade i Catalogue of Life.